# Cyllopoda osiriodes
Cyllopoda osiriodes là một loài bướm đêm trong họ Geometridae.